# Peter Sallis
Peter John Sallis (Twickenham, 1º febbraio 1921 – Northwood, 2 giugno 2017) è stato un attore e doppiatore britannico.

## Carriera
Iniziò la carriera come attore teatrale al termine della seconda guerra mondiale; pur non abbandonando mai i palcoscenici, si affermò come attore in svariate serie televisive, in particolare tra la fine degli anni cinquanta e gli anni settanta. Grande notorietà gli diede il ruolo di Cleggy, uno dei protagonisti di Last of the Summer Wine, in onda dal 1973 al 2010.
A partire dagli anni ottanta fino al 2010 prestò la sua voce in diverse serie animate. Il doppiaggio che gli diede maggiore notorietà fu quello del bizzarro inventore Wallace nella serie e nei film in claymation di Wallace e Gromit, ideati da Nick Park.
Morì per cause naturali presso la casa di riposo Denvine Hall di Northwood, il 2 giugno 2017, all'età di 96 anni.

## Vita privata
Era il figlio di Harry Sallis (1889–1964), direttore di banca, e di Dorothy Amea Frances Barnard (1891–1975).
Sposò l'attrice Elaine Usher nel 1957, ma la coppia divorziò nel 1965. Successivamente si riconciliarono, tornando a vivere assieme, fino al 1999 quando si lasciarono definitivamente.
Dal matrimonio nacque un figlio, il futuro scenografo Crispian Sallis.

## Filmografia parziale
- Anastasia, regia di Anatole Litvak (1956)
- Titanic, latitudine 41 nord (A Night to Remember), regia di Roy Ward Baker (1958)
- Il dilemma del dottore (The Doctor's Dilemma), regia di Anthony Asquith (1958)
- Il capro espiatorio (The Scapegoat), regia di Robert Hamer (1959)
- La miliardaria (The Millionairess), regia di Anthony Asquith (1960)
- Sabato sera, domenica mattina (Saturday Night and Sunday Morning), regia di Karel Reisz (1960)
- Eri tu l'amore (No Love for Johnnie), regia di Ralph Thomas (1961)
- L'implacabile condanna (The Curse of the Werewolf), regia di Terence Fisher (1961)
- Mani sulla luna (The Mouse on the Moon), regia di Richard Lester (1963)
- International Hotel (The V.I.P.s), regia di Anthony Asquith (1963)
- Il terzo segreto (The Third Secret), regia di Charles Crichton (1964)
- Rapimento (Rapture), regia di John Guillermin (1965)
- L'errore di vivere (Charlie Bubbles), regia di Albert Finney (1967)
- Terrore e terrore (Scream and Scream Again), regia di Gordon Hessler (1970)
- Una messa per Dracula (Taste the Blood of Dracula), regia di Peter Sasdy (1970)
- Cime tempestose (Wuthering Heights), regia di Robert Fuest (1970)
- The Night Digger, regia di Alastair Reid (1971)
- Gli ultimi 10 giorni di Hitler (Hitler: The Last Ten Days), regia di Ennio De Concini (1973)
- Sarah Bernhardt - La più grande attrice di tutti i tempi (The Incredible Sarah), regia di Richard Fleischer (1976)
- Demonio dalla faccia d'angelo (Full Circle), regia di Richard Loncraine (1977)
- Qualcuno sta uccidendo i più grandi cuochi d'Europa (Who Is Killing the Great Chefs of Europe?), regia di Ted Kotcheff (1978)

## Riconoscimenti
Sallis vinse un Annie Award nella categoria Miglior voce in un film d'animazione per Wallace e Gromit - La maledizione del coniglio mannaro.
Nel 2007 venne insignito del titolo di ufficiale dell'Ordine dell'Impero Britannico.